# 修文大学短期大学部
修文大学短期大学部（日语：／ Shūbun Daigaku Tankidaigakubu *）是一所位于日本爱知县稻泽市的私立短期大学。前身為一宫女子短期大学（日语：／ Ichinomiya Joshi Tankidaigaku *）。

## 概要

### 简介
- 吉田萬次於1941年創辦一宮女子商業学校。[1]，于1955年开办短期大学[1]，由学校法人足立学园经营。2010年開始男女同校[2]。

### 历史沿革
- 1955年，設立家政科，1962年設立保育科，2016年設立看護學部、看護學科。[1]

- 1969年，家政科更名为家政学科第一部（分离为家政专攻和食物营养学专攻）、保育科变更为幼儿教育学科第一部，並加設家政學科第三部、幼兒教育學科第三部。[3]

- 1992年，家政学科更名为生活文化学科、两个专攻（即家政专攻和食物营养学专攻）各自变更为生活文化专攻和食物营养专攻。設立幼儿教育专科。[1]
- 2004年3月31日，生活文化学科第三部正式停辦[3]；2008年幼兒教育專科停辦[1]。
- 2010年，校名變更為修文大学短期大学部[1]。
- 1957年，當時的厚生省指定家政科營養專科為營養師的培訓機構；1962年，指定保育科為保母的培訓機構。[3]

## 学校环境
- 校区：在爱知县一宫市

## 历任校长
- 佐佐木直：现在短期大学校长[4]

## 组织

### 学科
- 生活文化学科
  - 第一部
    - 生活文化专攻[注 1]
    - 食物营养专攻[注 2]

  - 第三部[注 3]
- 幼儿教育学科
  - 第一部
  - 第三部

### 专科
- 幼兒教育專科：已停办

### 附属学校
- 一宫女子短期大学附属一宫幼儿园：成立于1955年[1]。
- 一宫女子短期大学附属藤之丘幼儿园：成立于1969年[1]。

## 知名校友
- 桥本真由美：Book Off社长

## 相关链接
- 日本短期大学列表
- 修文大学